# Amt Achterwehr
La comunità amministrativa di Achterwehr (Amt Achterwehr) si trova nel circondario di Rendsburg-Eckernförde nello Schleswig-Holstein, in Germania.

## Suddivisione
Comprende 8 comuni:
1. Achterwehr (1 042)
2. Bredenbek (1 544)
3. Felde (2 095)
4. Krummwisch (698)
5. Melsdorf (1 963)
6. Ottendorf (979)
7. Quarnbek (1 770)
8. Westensee (1 545)

Il capoluogo è Achterwehr.
(Tra parentesi i dati della popolazione al 31 dicembre 2021)